# Eleccions municipals de València

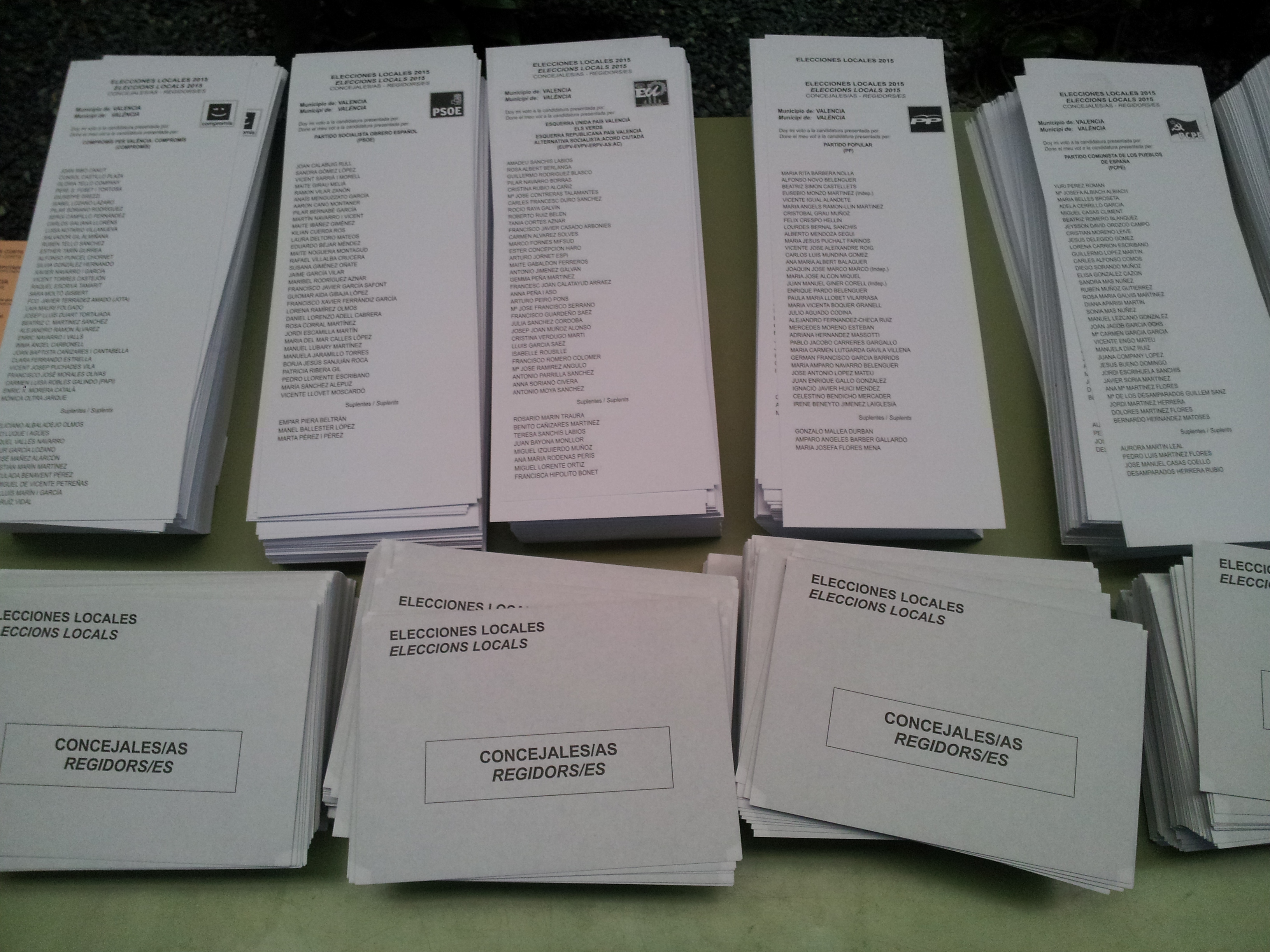
Paperetes electorals de les eleccions municipals de València de 2015

Distribució de regidors a l'Ajuntament de València després de les eleccions de 2019:
COMPROMÍS: 10 regidors
PP: 8 regidors
PSPV-PSOE: 7 regidors
Cs: 6 regidors
VOX: 2 regidors

Les eleccions municipals a València es venen realitzant des del segle xix si bé el sufragi universal no arribaria fins al 19 de novembre de 1933. Durant la dictadura franquista es van fer eleccions municipals per terços amb una periodicitat de tres anys per renovar la meitat de la corporació. Amb la interrupció de la democràcia no tornaria a haver eleccions municipals lliures i democràtiques fins a 1979, i des de llavors i amb una periodicitat de quatre anys, s'han vingut realitzant a València diversos processos electorals municipals per elegir la corporació local.
Vegeu també: Llista d'alcaldes de València.

## Partits polítics que han obtingut representació municipal
Els partits polítics que, des de les eleccions de 1979, han obtingut representació a l'Ajuntament de València, són els següents: 

### Amb representació el 2019
Els partits que obtingueren representació en les eleccions de 2019, ordenats pel nombre de vots obtinguts, són:
- Compromís: Coalició integrada pel BLOC, Iniciativa i Els Verds
  - Compromís per València
- PP: Partit Popular de la Comunitat Valenciana
  - Coalició AP-UV el 1983: Federació de partits d'Alianza Popular-Unió Valenciana
  - AP el 1987: Federació de partits d'Alianza Popular
  - PP des de 1991: Partit Popular
- PSPV-PSOE: Partit Socialista del País Valencià-PSOE
- Cs: Ciutadans - Partit de la Ciutadania
- VOX: Vox

### Partits amb representació entre 1979 i 2015
Els partits que han tingut representació en corporacions anteriors a la de 2019, ordenats cronològicament, de més modern a més antic, i pel nombre de regidors i vots obtinguts, són:
- VeC: València en Comú
- EU: Esquerra Unida del País Valencià
  - PCE el 1979: Partit Comunista d'Espanya
  - PCPV-PCE el 1983: Partit Comunista del País Valencià-Partit Comunista d'Espanya
  - EU-UPV el 1987: Coalició Esquerra Unida-Unitat del Poble Valencià
  - EU el 1991: Esquerra Unida
  - EU-EV el 1995: Esquerra Unida-Els Verds
  - EUPV el 1999: Esquerra Unida del País Valencià
  - ENTESA el 2003: Esquerra Unida, Els Verds / Els Verds, Esquerra Valenciana
- UV: Unió Valenciana
  - Coalició AP-UV el 1983: Federació de partits d'Alianza Popular-Unió Valenciana
  - UV-CCV el 1995: Unió Valenciana, Independents, centristes
- CDS: Centre Democràtic i Social
- UCD: Unió de Centre Democràtic
- URV: Unió Regional Valenciana

## Evolució
L'evolució en el repartiment dels  regidors per partits polítics des de les eleccions municipals de 1979 és la següent: 
| Històric de regidors a l'ajuntament de València. |             |      |      |      |      |      |      |      |      |      |      |      |
| Candidatura                                      | Candidatura | 1979 | 1983 | 1987 | 1991 | 1995 | 1999 | 2003 | 2007 | 2011 | 2015 | 2019 |
|                                                  | Compromís   |      |      |      |      |      |      |      |      | 3    | 9    | 10   |
|                                                  | AP / PP     |      | 13*  | 7    | 9    | 17   | 20   | 19   | 21   | 20   | 10   | 8    |
|                                                  | PSPV-PSOE   | 13   | 18   | 13   | 13   | 8    | 11   | 12   | 12   | 8    | 5    | 7    |
|                                                  | C's         |      |      |      |      |      |      |      |      |      | 6    | 6    |
|                                                  | Vox         |      |      |      |      |      |      |      |      |      | 0    | 2    |
|                                                  | ValC / UP   |      |      |      |      |      |      |      |      |      | 3    | 0**  |
|                                                  | PCPV / EUPV | 6    | 2    | 2    | 3    | 5    | 2    | 2    | 0    | 2    | 0    | **   |
|                                                  | UV          |      | *    | 7    | 8    | 3    | 0    | 0    | 0    |      |      |      |
|                                                  | CDS         |      | 0    | 4    | 0    | 0    | 0    | 0    |      |      |      |      |
|                                                  | UCD         | 13   |      |      |      |      |      |      |      |      |      |      |
|                                                  | URV         | 1    | 0    |      |      |      |      |      |      |      |      |      |
| Total                                            | Total       | 33   | 33   | 33   | 33   | 33   | 33   | 33   | 33   | 33   | 33   | 33   |
| Fonts: Ministeri de l'Interior                   |             |      |      |      |      |      |      |      |      |      |      |      |

## Resultats de les eleccions democràtiques

### Any 1931
Les eleccions municipals del 12 d'abril de 1931 celebrades a Espanya estaven plantejades, de facto, com un plebiscit de la monarquia d'Alfons XIII. El resultat, quantitativament favorable a l'opció monàrquica però amb una victòria dels republicans a les grans ciutats, com ara València, va ser interpretat com una pèrdua de confiança en la monarquia i el rei va renunciar i marxà d'Espanya dos dies després.
| Eleccions municipals de 12 d'abril de 1931 - València |                                                           |                                     |                                     |         |          |          |
| Candidatura | Candidatura                                               | Candidatura                         | Cap de llista                       | Vots    | Vots     | Regidors |
| | Aliança d'Esquerres Antidinàstica (AEA) (Republicans)     |                                     | 32 candidats.                       | 36.738  | 71,29%   | 32       |
| | Candidatura de Concentració Monàrquica (CCM) (Monàrquics) |                                     | 31 candidats                        | 12.420  | 24,1%    | 16       |
| | Esquerra Liberal (EL) (albistes monàrquics)               |                                     | 7 candidats                         | ??      |          | 2        |
| | Altres candidatures                                       |                                     | 16 candidats                        | ??      |          | 0        |
| Total vots vàlids i regidors | Total vots vàlids i regidors                              | Total vots vàlids i regidors        | Total vots vàlids i regidors        | 51.535  | 100 %    | 50       |
| | Vots nuls                                                 | Vots nuls                           | Vots nuls                           | 261     | 0,31%    |          |
| Participació (vots vàlids més nuls) | Participació (vots vàlids més nuls)                       | Participació (vots vàlids més nuls) | Participació (vots vàlids més nuls) | 51.796  | 61,13%** |          |
| Abstenció | Abstenció                                                 | Abstenció                           | Abstenció                           | 32.933* | 38,87%** |          |
| Total cens electoral | Total cens electoral                                      | Total cens electoral                | Total cens electoral                | 84.729* | 100 %**  |          |
| Alcalde: Vicent Marco Miranda (PURA) (15/04/1931) (alcalde provisional) Agustín Trigo Mezquita (PURA) (17/04/1931) (alcalde electe) Per majoria absoluta dels vots dels regidors (39 vots i 8 vots en blanc, 3 regidors absents) |                                                           |                                     |                                     |         |          |          |
| Fonts: Institut Nacional d'Estadística. Periòdics Las Provincias, El Pueblo i La Correspondencia de Valencia. (* No són vots sinó electors. ** Percentatge respecte del cens electoral.)                                         |                                                           |                                     |                                     |         |          |          |

### Any 1979
En les eleccions municipals de 3 d'abril de 1979 foren elegits 13 regidors d'Unió de Centre Democràtic (UCD), 13 del Partit Socialista del País Valencià (PSPV-PSOE), 6 del Partit Comunista d'Espanya (PCE) i 1 d'Unió Regional Valenciana (URV).
| Eleccions municipals de 3 d'abril de 1979 - València                                                                                                |                                          |                                     |                                     |          |          |          |
| Candidatura | Candidatura                              | Candidatura                         | Cap de llista                       | Vots     | Vots     | Regidors |
| | Unió de Centre Democràtic                |                                     | José Luis Manglano de Mas           | 124.683  | 36,76%   | 13       |
| | Partit Socialista del País Valencià-PSOE |                                     | Ferran Martínez Castellano          | 122.482  | 36,11%   | 13       |
| | Partit Comunista d'Espanya               |                                     | Juan Pedro Zamora Suárez            | 54.124   | 15,96%   | 6        |
| | Unió Regional Valenciana                 |                                     | Vicente Blasco-Ibáñez Tortosa       | 17.342   | 5,11%    | 1        |
| | Altres candidatures                      |                                     |                                     | 19.469   | 5,74%    | 0        |
| | Vots en blanc                            |                                     |                                     | 1.102    | 0,32%    |          |
| Total vots vàlids i regidors | Total vots vàlids i regidors             | Total vots vàlids i regidors        | Total vots vàlids i regidors        | 339.202  | 100 %    | 33       |
| | Vots nuls                                | Vots nuls                           | Vots nuls                           | 4.618    | 1,35%    |          |
| Participació (vots vàlids més nuls) | Participació (vots vàlids més nuls)      | Participació (vots vàlids més nuls) | Participació (vots vàlids més nuls) | 342.718  | 62,08%** |          |
| Abstenció | Abstenció                                | Abstenció                           | Abstenció                           | 209.316* | 37,92%** |          |
| Total cens electoral | Total cens electoral                     | Total cens electoral                | Total cens electoral                | 552.034* | 100 %**  |          |
| Alcalde: Ferran Martínez Castellano (PSPV) (21/04/1979) Per majoria absoluta dels vots dels regidors (19 vots: 13 de PSPV i 6 de PCPV)              |                                          |                                     |                                     |          |          |          |
| Fonts: Ministeri de l'Interior. Ajuntament de València. Periòdic El País (* No són vots sinó electors. ** Percentatge respecte del cens electoral.) |                                          |                                     |                                     |          |          |          |

### Any 1983
En les eleccions municipals de 8 de maig de 1983 foren elegits 18 regidors del Partit Socialista del País Valencià (PSPV-PSOE), 13 d'Alianza Popular-Partit Demòcrata Popular-Unió Valenciana-Unió Liberal (AP-PDP-UV-UL) i 2 del Partit Comunista d'Espanya-Partit Comunista del País Valencià (PCE-PCPV).
| Eleccions municipals de 8 de maig de 1983 - València                                                                                                 |                                                                        |                                     |                                     |          |          |          |
| Candidatura | Candidatura                                                            | Candidatura                         | Cap de llista                       | Vots     | Vots     | Regidors |
| | Partit Socialista del País Valencià-PSOE                               |                                     | Ricard Pérez Casado                 | 186.445  | 48,42%   | 18 (+5)  |
| | Alianza Popular-Partit Demòcrata Popular-Unió Valenciana- Unió Liberal |                                     | Martín Luis Quirós Palau            | 141.689  | 36,8%    | 13 (+13) |
| | Partit Comunista d'Espanya- Partit Comunista del País Valencià         |                                     | Juan Pedro Zamora Suárez            | 28.863   | 7,5%     | 2 (-4)   |
| | Altres candidatures                                                    |                                     |                                     | 23.161   | 6,02%    | 0 ( -14) |
| | Vots en blanc                                                          |                                     |                                     | 4.885    | 1,27%    |          |
| Total vots vàlids i regidors | Total vots vàlids i regidors                                           | Total vots vàlids i regidors        | Total vots vàlids i regidors        | 385.043  | 100 %    | 33       |
| | Vots nuls                                                              | Vots nuls                           | Vots nuls                           | 1.656    | 0,30%    |          |
| Participació (vots vàlids més nuls) | Participació (vots vàlids més nuls)                                    | Participació (vots vàlids més nuls) | Participació (vots vàlids més nuls) | 386.699  | 68,74%** |          |
| Abstenció | Abstenció                                                              | Abstenció                           | Abstenció                           | 172.909* | 31,26%** |          |
| Total cens electoral | Total cens electoral                                                   | Total cens electoral                | Total cens electoral                | 553.067* | 100 %**  |          |
| Alcalde: Ricard Pérez Casado (PSPV) (23/05/1983) Per majoria absoluta dels vots dels regidors (18 de PSPV)                                           |                                                                        |                                     |                                     |          |          |          |
| Fonts: Ministeri de l'Interior. Ajuntament de València. Periòdic El País. (* No són vots sinó electors. ** Percentatge respecte del cens electoral.) |                                                                        |                                     |                                     |          |          |          |

### Any 1987
En les eleccions municipals de 10 de juny de 1987 foren elegits 13 regidors del Partit Socialista del País Valencià (PSPV-PSOE), 7 d'Unió Valenciana (UV), 7 de la Federación de Partidos de Alianza Popular (AP), 4 del Centre Democràtic i Social (CDS) i 3 d'Esquerra Unida - Unitat del Poble Valencià (EU-EUPV).
| Eleccions municipals de 10 de juny de 1987 - València                                                                                      |                                            |                                     |                                     |          |          |          |
| Candidatura | Candidatura                                | Candidatura                         | Cap de llista                       | Vots     | Vots     | Regidors |
| | Partit Socialista del País Valencià-PSOE   |                                     | Ricard Pérez Casado                 | 143.037  | 36,75%   | 13 (-5)  |
| | Unió Valenciana                            |                                     | Vicent González i Lizondo           | 77.353   | 19,87%   | 7 (+7)   |
| | Federación de Partidos de Alianza Popular  |                                     | Martín Luis Quirós Palau            | 73.830   | 18,97%   | 7 (-6)   |
| | Centre Democràtic i Social                 |                                     | Manuel del Hierro García            | 44.133   | 11,34%   | 4 (+4)   |
| | Esquerra Unida - Unitat del Poble Valencià |                                     | Carmen Arjona Raigón                | 30.963   | 7,96%    | 2 ()     |
| | Altres candidatures                        |                                     |                                     | 15.492   | 3,98%    | 0        |
| | Vots en blanc                              |                                     |                                     | 4.406    | 1,13%    |          |
| Total vots vàlids i regidors | Total vots vàlids i regidors               | Total vots vàlids i regidors        | Total vots vàlids i regidors        | 389.214  | 100 %    | 33       |
| | Vots nuls                                  | Vots nuls                           | Vots nuls                           | 5.235    | 1,33%    |          |
| Participació (vots vàlids més nuls) | Participació (vots vàlids més nuls)        | Participació (vots vàlids més nuls) | Participació (vots vàlids més nuls) | 394.449  | 71,52%** |          |
| Abstenció | Abstenció                                  | Abstenció                           | Abstenció                           | 157.058* | 28,48%** |          |
| Total cens electoral | Total cens electoral                       | Total cens electoral                | Total cens electoral                | 551.507* | 100 %**  |          |
| Alcalde: Ricard Pérez Casado (PSPV) (30/06/1987) Per ser la llista més votada, després de no haver obtingut majoria absoluta dels regidors |                                            |                                     |                                     |          |          |          |
| Fonts: Ministeri de l'Interior. Periòdic ABC (* No són vots sinó electors. ** Percentatge respecte del cens electoral.)                    |                                            |                                     |                                     |          |          |          |

### Any 1991
En les eleccions municipals de 26 de maig de 1991 foren elegits 13 regidors del Partit Socialista del País Valencià (PSPV-PSOE), 9 del Partit Popular (PP), 8 d'Unió Valenciana (UV) i 2 d'Esquerra Unida del País Valencià (EUPV).
| Eleccions municipals de 26 de maig de 1991 - València                                                                       |                                          |                                     |                                     |          |          |          |
| Candidatura | Candidatura                              | Candidatura                         | Cap de llista                       | Vots     | Vots     | Regidors |
| | Partit Socialista del País Valencià-PSOE |                                     | Clementina Ródenas i Villena        | 139.272  | 37,3%    | 13 ()    |
| | Partit Popular                           |                                     | Rita Barberá Nolla                  | 95.238   | 25,5%    | 9 (+2)   |
| | Unió Valenciana                          |                                     | Vicent González i Lizondo           | 80.500   | 21,56%   | 8 (+1)   |
| | Esquerra Unida del País Valencià         |                                     | Manuel Moret Gómez                  | 29.855   | 8%       | 3 (+1)   |
| | Altres candidatures                      |                                     |                                     | 32.616   | 8,73%    | 0 ( -4)  |
| | Vots en blanc                            |                                     |                                     | 3.711    | 0,99%    |          |
| Total vots vàlids i regidors                                                                                                | Total vots vàlids i regidors             | Total vots vàlids i regidors        | Total vots vàlids i regidors        | 373.418  | 100 %    | 33       |
| | Vots nuls                                | Vots nuls                           | Vots nuls                           | 1.625    | 0,43%    |          |
| Participació (vots vàlids més nuls)                                                                                         | Participació (vots vàlids més nuls)      | Participació (vots vàlids més nuls) | Participació (vots vàlids més nuls) | 375.043  | 63,41%** |          |
| Abstenció | Abstenció                                | Abstenció                           | Abstenció                           | 216.393* | 36,59%** |          |
| Total cens electoral | Total cens electoral                     | Total cens electoral                | Total cens electoral                | 591.436* | 100 %**  |          |
| Alcaldessa: Rita Barberá Nolla (PP) (05/07/1991) Per majoria absoluta dels vots dels regidors (21 vots: 13 de PP i 8 de UV) |                                          |                                     |                                     |          |          |          |
| Fonts: Ministeri de l'Interior. Periòdic ABC (* No són vots sinó electors. ** Percentatge respecte del cens electoral.)     |                                          |                                     |                                     |          |          |          |

### Any 1995
En les eleccions municipals de 28 de maig de 1995 foren elegits 17 regidors del Partit Popular (PP), 8 del Partit Socialista del País Valencià (PSPV-PSOE), 5 d'Esquerra Unida del País Valencià-Els Verds (EUPV-EV) i 3 d'Unió Valenciana-Independents-Centristes (UV-CCV).
| Eleccions municipals de 28 de maig de 1995 - València                                                                           |                                             |                                     |                                     |          |          |          |
| Candidatura | Candidatura                                 | Candidatura                         | Cap de llista                       | Vots     | Vots     | Regidors |
| | Partit Popular                              |                                     | Rita Barberá Nolla                  | 223.963  | 49%      | 17 (+8)  |
| | Partit Socialista del País Valencià-PSOE    |                                     | Aurelio Martínez Estévez            | 110.071  | 24,08%   | 8 (-5)   |
| | Esquerra Unida - Els Verds                  |                                     | Manuel Moret Gómez                  | 67.532   | 14,78%   | 5 (+2)   |
| | Unió Valenciana - Independents - Centristes |                                     | Juan Vicente Jurado Soriano         | 41.019   | 8,97%    | 3 (-5)   |
| | Altres candidatures                         |                                     |                                     | 9.109    | 1,99%    | 0        |
| | Vots en blanc                               |                                     |                                     | 5.371    | 1,18%    |          |
| Total vots vàlids i regidors | Total vots vàlids i regidors                | Total vots vàlids i regidors        | Total vots vàlids i regidors        | 457.065  | 100 %    | 33       |
| | Vots nuls                                   | Vots nuls                           | Vots nuls                           | 1.584    | 0,35%    |          |
| Participació (vots vàlids més nuls)                                                                                             | Participació (vots vàlids més nuls)         | Participació (vots vàlids més nuls) | Participació (vots vàlids més nuls) | 458.649  | 73,06%** |          |
| Abstenció | Abstenció                                   | Abstenció                           | Abstenció                           | 169.135* | 26,94%** |          |
| Total cens electoral | Total cens electoral                        | Total cens electoral                | Total cens electoral                | 627.784* | 100 %**  |          |
| Alcaldessa: Rita Barberá Nolla (PP) (07/07/1995) Per majoria absoluta dels vots dels regidors (20 vots: 17 vots de PP i 3 d'UV) |                                             |                                     |                                     |          |          |          |
| Fonts: Ministeri de l'Interior. Periòdic ABC. (* No són vots sinó electors. ** Percentatge respecte del cens electoral.)        |                                             |                                     |                                     |          |          |          |

### Any 1999
En les eleccions municipals de 13 de juny de 1999 foren elegits 20 regidors del Partit Popular (PP), 11 del Partit Socialista del País Valencià (PSPV-PSOE) i 2 d'Esquerra Unida del País Valencià (EUPV). Unió Valenciana-Independents-Centristes (UV-CCV) perdé els 3 regidors que tenia en l'anterior corporació.
| Eleccions municipals de 13 de juny de 1999 - València                                                                        |                                          |                                     |                                     |          |          |          |
| Candidatura | Candidatura                              | Candidatura                         | Cap de llista                       | Vots     | Vots     | Regidors |
| | Partit Popular                           |                                     | Rita Barberá Nolla                  | 214.119  | 53,25%   | 20 (+3)  |
| | Partit Socialista del País Valencià-PSOE |                                     | Ana Noguera Montagud                | 116.437  | 28,95%   | 11 (+3)  |
| | Esquerra Unida del País Valencià         |                                     | Antonio Montalbán Gámez             | 25.602   | 6,37%    | 2 (-3)   |
| | Altres candidatures                      |                                     |                                     | 38.520   | 9,58%    | 0 ( -3)  |
| | Vots en blanc                            |                                     |                                     | 7.443    | 1,85%    |          |
| Total vots vàlids i regidors                                                                                                 | Total vots vàlids i regidors             | Total vots vàlids i regidors        | Total vots vàlids i regidors        | 402.131  | 100 %    | 33       |
| | Vots nuls                                | Vots nuls                           | Vots nuls                           | 1.452    | 0,36%    |          |
| Participació (vots vàlids més nuls)                                                                                          | Participació (vots vàlids més nuls)      | Participació (vots vàlids més nuls) | Participació (vots vàlids més nuls) | 403.583  | 62,72%** |          |
| Abstenció | Abstenció                                | Abstenció                           | Abstenció                           | 239.933* | 37,28%** |          |
| Total cens electoral | Total cens electoral                     | Total cens electoral                | Total cens electoral                | 643.516* | 100 %**  |          |
| Alcaldessa: Rita Barberá Nolla (PP) (03/07/1999) Per majoria absoluta dels vots dels regidors (20 vots de PP)                |                                          |                                     |                                     |          |          |          |
| Fonts: Ministeri de l'Interior. Periòdic El País. (* No són vots sinó electors. ** Percentatge respecte del cens electoral.) |                                          |                                     |                                     |          |          |          |

### Any 2003
En les eleccions municipals de 25 de maig de 2003 foren elegits 19 regidors del Partit Popular (PP), 12 del Partit Socialista del País Valencià (PSPV-PSOE) i 2 de l'Entesa (EUPV-EV).
| Eleccions municipals de 25 de maig de 2003 - València                                                                                              |                                               |                                     |                                     |          |         |          |
| Candidatura | Candidatura                                   | Candidatura                         | Cap de llista                       | Vots     | Vots    | Regidors |
| | Partit Popular                                |                                     | Rita Barberá Nolla                  | 220.548  | 51,15%  | 19 (-1)  |
| | Partit Socialista del País Valencià-PSOE      |                                     | Rafael Rubio Martínez               | 132.903  | 30,82%  | 12 (+1)  |
| | Esquerra Unida + Esquerra Valenciana (Entesa) |                                     | Antonio Montalbán Gámez             | 31.519   | 7,31%   | 2 ()     |
| | Altres candidatures                           |                                     |                                     | 39.180   | 9,09%   | 0        |
| | Vots en blanc                                 |                                     |                                     | 7.007    | 1,63%   |          |
| Total vots vàlids i regidors | Total vots vàlids i regidors                  | Total vots vàlids i regidors        | Total vots vàlids i regidors        | 431.157  | 100 %   | 33       |
| | Vots nuls                                     | Vots nuls                           | Vots nuls                           | 1.209    | 0,28%   |          |
| Participació (vots vàlids més nuls) | Participació (vots vàlids més nuls)           | Participació (vots vàlids més nuls) | Participació (vots vàlids més nuls) | 432.366  | 68,5%** |          |
| Abstenció | Abstenció                                     | Abstenció                           | Abstenció                           | 198.859* | 31,5%** |          |
| Total cens electoral | Total cens electoral                          | Total cens electoral                | Total cens electoral                | 631.225* | 100 %** |          |
| Alcaldessa: Rita Barberá Nolla (PP) (14/06/2003) Per majoria absoluta dels vots dels regidors (19 vots de PP)                                      |                                               |                                     |                                     |          |         |          |
| Fonts: Ministeri de l'Interior. Junta Electoral de la Zona de València. (* No són vots sinó electors. ** Percentatge respecte del cens electoral.) |                                               |                                     |                                     |          |         |          |

### Any 2007
En les eleccions municipals de 27 de maig de 2007 foren elegits 21 regidors del Partit Popular (PP) i 12 del Partit Socialista del País Valencià (PSPV-PSOE). L'Entesa (EUPV-EV) perdé els dos regidors que tenia dins l'anterior corporació.
| Eleccions municipals de 27 de maig de 2007 - València |                                          |                                     |                                     |          |          |          |
| Candidatura | Candidatura                              | Candidatura                         | Cap de llista                       | Vots     | Vots     | Regidors |
| | Partit Popular                           |                                     | Rita Barberá Nolla                  | 235.158  | 56,67%   | 21 (+2)  |
| | Partit Socialista del País Valencià-PSOE |                                     | Carmen Alborch Bataller             | 140.187  | 33,78%   | 12 ()    |
| | Altres candidatures                      |                                     |                                     | 33.993   | 8,19%    | 0 ( -2)  |
| | Vots en blanc                            |                                     |                                     | 5.644    | 1,36%    |          |
| Total vots vàlids i regidors | Total vots vàlids i regidors             | Total vots vàlids i regidors        | Total vots vàlids i regidors        | 414.982  | 100 %    | 33       |
| | Vots nuls                                | Vots nuls                           | Vots nuls                           | 1.820    | 0,44%    |          |
| Participació (vots vàlids més nuls) | Participació (vots vàlids més nuls)      | Participació (vots vàlids més nuls) | Participació (vots vàlids més nuls) | 416.802  | 68,44%** |          |
| Abstenció | Abstenció                                | Abstenció                           | Abstenció                           | 192.419* | 31,6%**  |          |
| Total cens electoral | Total cens electoral                     | Total cens electoral                | Total cens electoral                | 608.976* | 100 %**  |          |
| Alcaldessa: Rita Barberá Nolla (PP) (16/06/2007) Per majoria absoluta dels vots dels regidors (21 vots de PP)                                                    |                                          |                                     |                                     |          |          |          |
| Fonts: Ministeri de l'Interior. Junta Electoral de la Zona de València. Europa Press. (* No són vots sinó electors. ** Percentatge respecte del cens electoral.) |                                          |                                     |                                     |          |          |          |

### Any 2011
En les eleccions municipals de 22 de maig de 2011 foren elegits 20 regidors del Partit Popular (PP), 8 del Partit Socialista del País Valencià (PSPV-PSOE), 3 de Compromís per València (Compromís) i 2 d'Esquerra Unida del País Valencià (EUPV).
| Eleccions municipals de 22 de maig de 2011 - València                                                                                              |                                                      |                                     |                                     |          |          |          |
| Candidatura | Candidatura                                          | Candidatura                         | Cap de llista                       | Vots     | Vots     | Regidors |
| | Partit Popular                                       |                                     | Rita Barberá Nolla                  | 208.727  | 52,54%   | 20 (-1)  |
| | Partit Socialista del País Valencià-PSOE (PSPV-PSOE) |                                     | Joan Calabuig Rull                  | 86.440   | 21,76    | 8 (-4)   |
| | Compromís per València (Compromís)                   |                                     | Joan Ribó i Canut                   | 35.881   | 9,03%    | 3 (+3)   |
| | Esquerra Unida del País Valencià (EUPV)              |                                     | Amadeu Sanchis Labiós               | 28.489   | 7,17%    | 2 (+2)   |
| | Altres candidatures                                  |                                     |                                     | 29.058   | 7,31%    | 0        |
| | Vots en blanc                                        |                                     |                                     | 8.661    | 2,18%    |          |
| Total vots vàlids i regidors | Total vots vàlids i regidors                         | Total vots vàlids i regidors        | Total vots vàlids i regidors        | 397.456  | 100 %    | 33       |
| | Vots nuls                                            | Vots nuls                           | Vots nuls                           | 5.144    | 1,28%    |          |
| Participació (vots vàlids més nuls) | Participació (vots vàlids més nuls)                  | Participació (vots vàlids més nuls) | Participació (vots vàlids més nuls) | 402.400  | 69,41%** |          |
| Abstenció | Abstenció                                            | Abstenció                           | Abstenció                           | 177.333* | 30,59%** |          |
| Total cens electoral | Total cens electoral                                 | Total cens electoral                | Total cens electoral                | 579.733* | 100 %**  |          |
| Alcaldessa: Rita Barberá Nolla (PP) (11/06/2011) Per majoria absoluta dels vots dels regidors (20 de PP)                                           |                                                      |                                     |                                     |          |          |          |
| Fonts: Ministeri de l'Interior. Junta Electoral de la Zona de València. (* No són vots sinó electors. ** Percentatge respecte del cens electoral.) |                                                      |                                     |                                     |          |          |          |

### Any 2015
En les eleccions municipals de 24 de maig de 2015 foren elegits 10 regidors del Partit Popular (PP), 9 de Compromís per València (Compromís), 6 de Ciutadans - Partit de la Ciutadania (C's), 5 del Partit Socialista del País Valencià (PSPV-PSOE) i 3 de València en Comú (ValC). Esquerra Unida del País Valencià (EUPV), que en 2015 es presentà dins la coalició Acord Ciutadà), perdé els dos regidors que tenia en l'anterior corporació.
| Eleccions municipals de 24 de maig de 2015 - València                                                                                              |                                          |                                     |                                     |          |          |          |
| Candidatura | Candidatura                              | Candidatura                         | Cap de llista                       | Vots     | Vots     | Regidors |
| | Partit Popular                           |                                     | Maria Rita Barberá Nolla            | 107.435  | 25,77%   | 10 (-10) |
| | Compromís per València                   |                                     | Joan Ribó i Canut                   | 97.114   | 23,3%    | 9 (+6)   |
| | Ciutadans - Partit de la Ciutadania      |                                     | Fernando Giner Grima                | 64.228   | 15,41%   | 6 (+6)   |
| | Partit Socialista del País Valencià-PSOE |                                     | Joan Calabuig Rull                  | 58.338   | 14%      | 5 (-3)   |
| | València en Comú                         |                                     | Jordi Peris Blanes                  | 40.927   | 9,82%    | 3 (+3)   |
| | Altres candidatures                      |                                     |                                     | 44.234   | 10,61%   | 0 ( -2)  |
| | Vots en blanc                            |                                     |                                     | 4.568    | 1,1%     |          |
| Total vots vàlids i regidors | Total vots vàlids i regidors             | Total vots vàlids i regidors        | Total vots vàlids i regidors        | 416.844  | 100 %    | 33       |
| | Vots nuls                                | Vots nuls                           | Vots nuls                           | 3.463    | 0,82%    |          |
| Participació (vots vàlids més nuls) | Participació (vots vàlids més nuls)      | Participació (vots vàlids més nuls) | Participació (vots vàlids més nuls) | 420.307  | 72,12%** |          |
| Abstenció | Abstenció                                | Abstenció                           | Abstenció                           | 162.497* | 27,88%** |          |
| Total cens electoral | Total cens electoral                     | Total cens electoral                | Total cens electoral                | 582.804* | 100 %**  |          |
| Alcalde: Joan Ribó i Canut (Compromís) (13/06/2015) Per majoria absoluta dels vots dels regidors (17 vots: 9 de Compromís, 5 de PSPV i 3 de ValC)  |                                          |                                     |                                     |          |          |          |
| Fonts: Ministeri de l'Interior. Junta Electoral de la Zona de València. (* No són vots sinó electors. ** Percentatge respecte del cens electoral.) |                                          |                                     |                                     |          |          |          |

### Any 2019
En les eleccions municipals de 26 de maig de 2019 foren elegits 10 regidors de Compromís per València (Compromís), 8 del Partit Popular (PP), 7 del Partit Socialista del País Valencià (PSPV-PSOE), 6 de Ciutadans - Partit de la Ciutadania (Cs) i 2 de Vox. La coalició Podem-Esquerra Unida del País Valencià (Podem-EUPV), amb un 4,17% dels vots, va perdre la seua representació.
| Eleccions municipals de 26 de maig de 2019 - València                                                                                   |                                           |                                     |                                     |          |          |          |
| Candidatura | Candidatura                               | Candidatura                         | Cap de llista                       | Vots     | Vots     | Regidors |
| | Compromís per València                    |                                     | Joan Ribó i Canut                   | 106.430  | 27,44%   | 10 (+1)  |
| | Partit Popular de la Comunitat Valenciana |                                     | Maria José Català Verdet            | 84.491   | 21,78%   | 8 (-2)   |
| | Partit Socialista del País Valencià-PSOE  |                                     | Sandra Gómez López                  | 74.848   | 19,30%   | 7 (+2)   |
| | Ciutadans - Partit de la Ciutadania       |                                     | Fernando Giner Grima                | 68.293   | 17,61%   | 6 ()     |
| | Vox                                       |                                     | José Gosalbez Paya                  | 28.139   | 7,25%    | 2 (+2)   |
| | Altres candidatures                       |                                     |                                     | 24.146   | 6,23%    | 0 ( -3)  |
| | Vots en blanc                             |                                     |                                     | 1.526    | 0,39%    |          |
| Total vots vàlids i regidors | Total vots vàlids i regidors              | Total vots vàlids i regidors        | Total vots vàlids i regidors        | 387.873  | 100 %    | 33       |
| | Vots nuls                                 | Vots nuls                           | Vots nuls                           | 1.184    | 0,31%    |          |
| Participació (vots vàlids més nuls) | Participació (vots vàlids més nuls)       | Participació (vots vàlids més nuls) | Participació (vots vàlids més nuls) | 389.057  | 66,32%** |          |
| Abstenció | Abstenció                                 | Abstenció                           | Abstenció                           | 197.567* | 33,68%** |          |
| Total cens electoral | Total cens electoral                      | Total cens electoral                | Total cens electoral                | 586.624* | 100 %**  |          |
| Alcalde: Joan Ribó i Canut (Compromís) (15/06/2019) Per majoria absoluta dels vots dels regidors (17 vots: 10 de Compromís i 7 de PSPV) |                                           |                                     |                                     |          |          |          |
| Fonts: JEC, JEZ València. M. Interior, Periòdic Ara (* No són vots sinó electors. ** Percentatge respecte del cens electoral.)          |                                           |                                     |                                     |          |          |          |

## Eleccions franquistes
Algunes de les eleccions no democràtiques (per terços) que es van fer durant la dictadura franquista son:

### Any 1960[40]
| Candidats i vots               |        |
| Terç familiar                  |        |
| Luis Maria Ilzarbe Navarro     | 53.042 |
| Maximiliano Lloret Gómez       | 47.588 |
| Javier Mompó Aliño             | 34.889 |
| José Luis Vilar Hueso          | 34.383 |
| Joaquín Adrián Igual           | 25.431 |
| Terç sindical                  |        |
| Marcelino Alamar Benlloch      | ???    |
| Luis Belenguer Salcedo         | ???    |
| Jose Duato Gómez-Novella       | ???    |
| Fernando García-Berlanga Martí | ???    |
| Federico Lis Ballester         | ???    |
| Terç corporatiu                |        |
| José Fuenmayor Champín         | ???    |
| Antonio Grau Penadés           | ???    |
| Álvaro Pons Ibáñez             | ???    |
| Manuel Vilar Sáncho            | ???    |